# Högvadsån
Der Fluss Högvadsån ist der größte Nebenfluss des Ätran.
Der Fluss entsteht im Südosten der Gemeinde Svenljunga im Västra Götalands län aus mehreren Bächen und fließt dann in zunächst südsüdwestlicher, dann südlicher Richtung durch die Gemeinde Falkenberg im Hallands län. Dort berührt er u. a. folgende Ortschaften: die tätorter Älvsered und Ullared sowie die småorter Svartrå und Köinge. 
In Ullared schließt sich ihm der Hjärtaredsån an. Südlich von Ullared liegt das Naturschutzgebiet Sumpafallen. Nahe der Kirche von Svartrå mündet in ihn der ungefähr 10 km lange Nebenfluss Svartån. Bei Ätrafors mündet er schließlich in den Ätran. 
Der Högvadsån ist zusammen mit dem Ätran das wichtigste Fanggebiet der Westküste für Lachse. Er wird gekalkt, um saurem Regen entgegenzuwirken. Als "Natura 2000"-Gebiet steht er unter Schutz.